# Recova de Buenos Aires

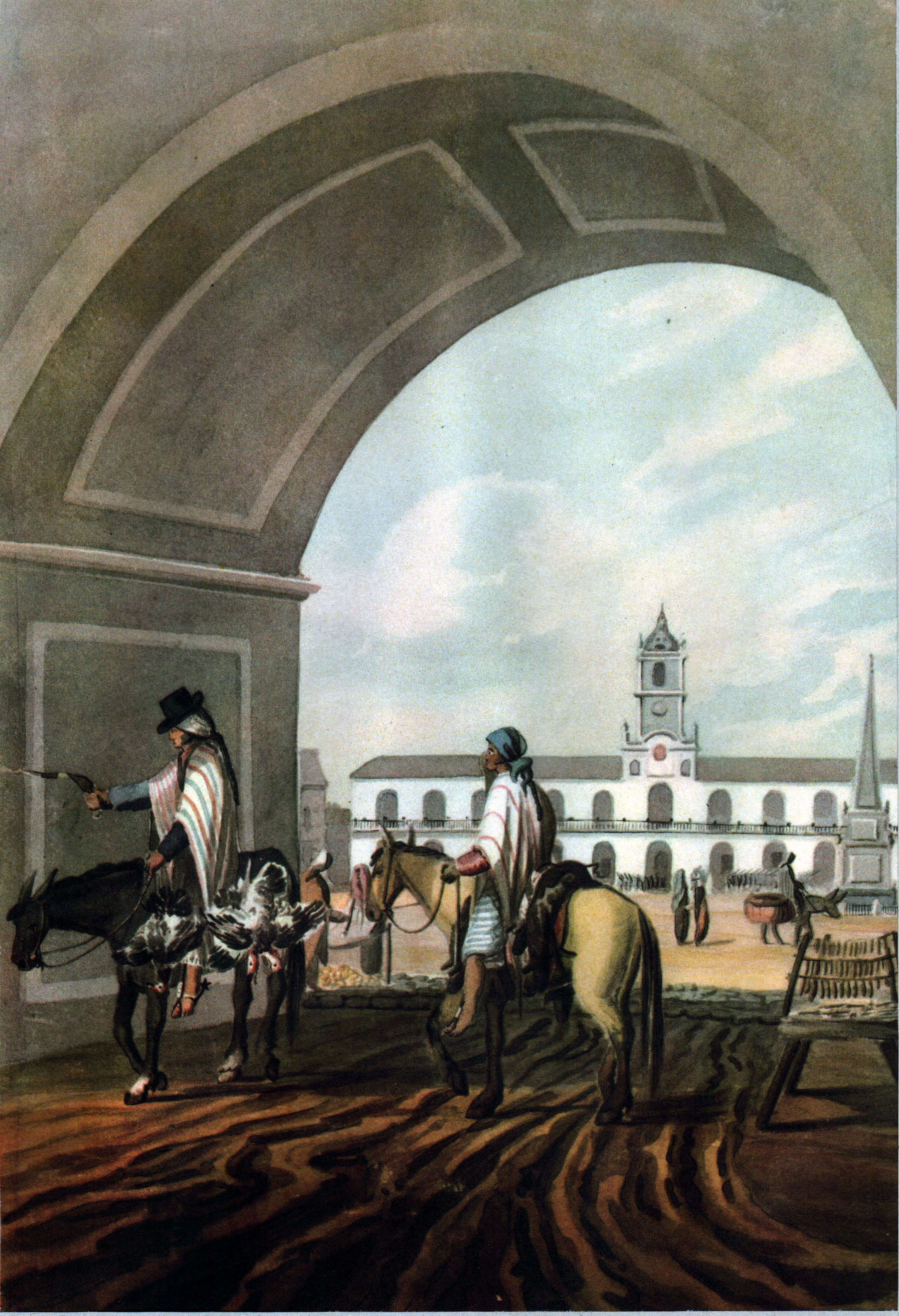
Vue du Cabildo depuis la Recova Vieja, par Emeric Essex Vidal (1817).

La Recova de Buenos Aires (dénommée en son temps Recova de la Carne, soit halle aux Viandes), était une sorte de marché couvert, composé de deux longues galeries alignées, symétriques, compartimentées, sans étage, reliées entre elles par une monumentale arche centrale, et qui se dressait autrefois sur la place de la Victoire (actuelle place de Mai), dont elle occupait toute la largeur et séparait donc en deux espaces distincts. Commencé à construire en 1802, l’édifice servit, jusqu’à sa démolition en 1883, de principal centre d'approvisionnement pour les habitants de la capitale argentine.

## Projets et construction

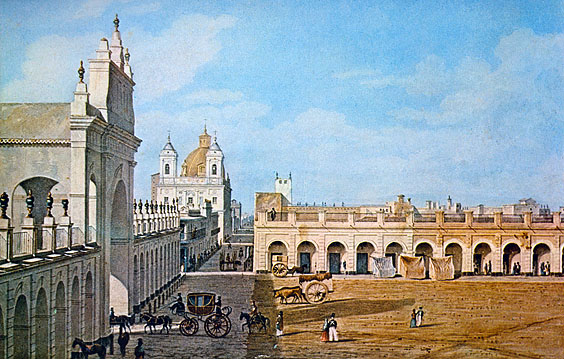
Vue frisante de la façade occidentale, avec coup d’œil sur l’actuelle calle Defensa et vers la Basilique Saint-François (nous regardons vers le sud).

L’édification d’un marché couvert fut envisagée pour la première fois en 1774 par le futur vice-roi Juan José de Vértiz y Salcedo, alors gouverneur suppléant de Buenos Aires, afin de remplacer, dans le rôle de lieu de vente de marchandises, le marché improvisé qui se constituait quotidiennement sur la place du Fort (en esp. Plaza del Fuerte, auparavant parcelle des Jésuites, et moitié est de l’actuelle place de Mai). La mise en œuvre du projet, qui désignait comme emplacement de ces nouvelles galeries ou halles le même côté oriental de ladite place, fut cependant retardée, puis les plans furent abandonnés tout à fait.
Dix ans plus tard, en 1784, le cabildo de Buenos Aires relança la proposition d'une recova, toutefois, alors que l’on en était déjà à introduire une demande de permis de construire, la proposition fut écartée à l’entrée en fonction du vice-roi Loreto.
Le 1er septembre 1800, le citoyen don Martín Diego de la Vega y Quiroga présenta un nouveau projet de construction, selon des plans dessinés par le colonel du génie don José García Martínez Cáceres. Vers la fin de l’année, sur ordre du Cabildo, des fonds furent réunis, en vue de la construction, parmi les habitants dont les propriétés donnaient sur la place.
En 1801, peu après son accession au pouvoir, le vice-roi del Pino fit adopter quelques modifications, puis donna son approbation à deux importants projets d’infrastructure civile, dont la réalisation débutera l’année suivante : le quai sur le Río de la Plata, et la Recova, dénommée à l’époque Recova de la Carne, soit halle aux Viandes).

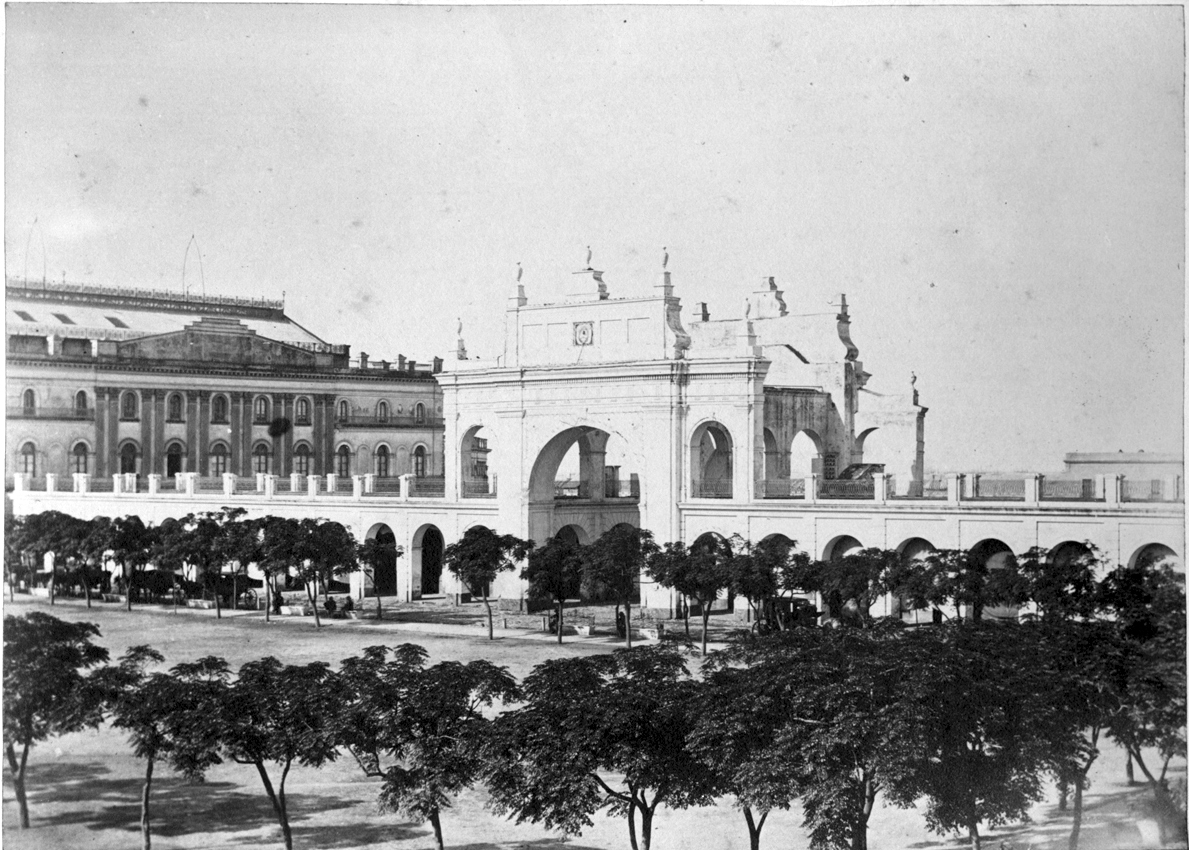
La Recova en 1864.

Sous la direction du maître d’ouvrage Juan Bautista Segismundo, constructeur également du couvent Saint-Laurent, et d’après les plans de don Agustín Conde, furent alors édifiées deux ailes oblongues, à toit plat, disposées dans l’axe l’une de l’autre, constituées d'une double rangée de onze compartiments quadrangulaires, et présentant de chaque côté vers le dehors une suite de onze arcs plein-cintre. Comme nouveauté pour l’époque à Buenos Aires, la totalité des murs fut construite en briques.
Le 22 décembre 1803 fut publié le décret municipal disposant que les viandes, légumes, fruits, etc. eussent à être vendus désormais dans la Recova.
L’année suivante fut érigée la grande arche centrale, nommée arche des Vice-rois, qui permit de faire la jonction entre les deux ailes, complétant ainsi cet ensemble de style néoclassique.

## Mise en vente
Vers 1840, le trésor public ayant été lourdement grevé à la suite du blocus par la France du Río de la Plata, le gouvernement décida de mettre la Recova en vente publique. Firent ainsi acquisition du bâtiment les frères Manuel et Francisco Murrieta, pour la somme de quatre-cent-mille pesos. Avant même que l’acte de vente eut été dressé, lors d’un épisode assez confus, les Murrieta vendirent la propriété à l’avocat et homme politique Tomás de Anchorena. Après la mort d’Anchorena et la levée du blocus franco-britannique du Río de la Plata, la Recova cessa de remplir sa fonction originelle d’approvisionnement en viandes, fruits et légumes, et servit dorénavant à héberger dans ses compartiments boutiquiers et artisans.
La double rangée de compartiments qui composent la Recova Vieja était constituée en sa quasi-totalité de boutiques de vêtements, généralement des plus ordinaires : ceux qui venaient s’y fournir étaient pour la plupart des marins… En ces années-là, tous les boutiquiers dînaient à la cantine. On leur apportait le repas dans des bidons de fer-blanc, et, entre 2 et 3 heures de l’après-midi (heure à laquelle on dînait alors), l’on ne pouvait plus passer par la Recova car l’odeur des victuailles était insupportable et la puanteur de mangeaille qui en été se dégageait de chaque débit de nourriture vous volait à la face comme un coup de fusil. Il est impossible que ceux qui à cette époque avaient coutume de passer par là aient oublié cette odeur sui generis…(Wilde, op. cit.)

## Démolition

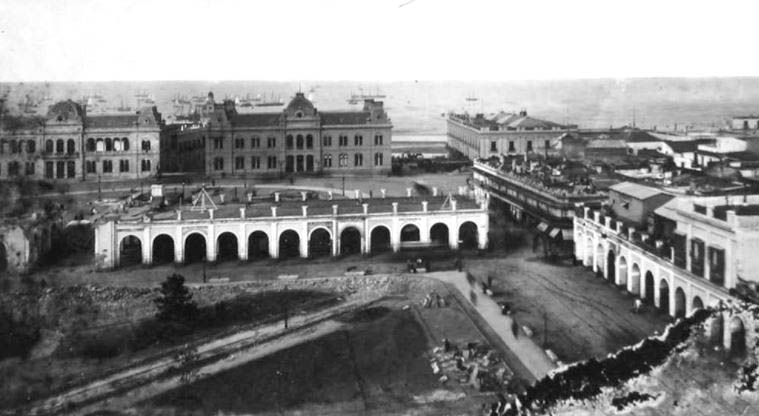
La demolition de la Recova fut prestement expédiée en 1883. À l’arrière, la Casa Rosada non encore pourvue de son arche centrale.

En 1869 surgit un projet prévoyant d’exproprier la Recova pour procéder ensuite à sa démolition afin de donner plus d’ampleur à la place de la Victoire, mais les finances malmenées par les dépenses de la guerre de la Triple Alliance et la subséquente épidémie de fièvre jaune de 1871 firent capoter le projet.
En 1884, durant sa première année d’exercice en tant qu’intendant (maire) de Buenos Aires, Torcuato de Alvear — dans un contexte d’exécution d’un grand nombre de travaux tendant à l’amélioration des conditions sanitaires et à l’embellissement de la ville — décida la démolition de la Recova. Après expropriation de celle-ci, il confia à l’architecte Juan Antonio Buschiazzo la mission de démolir la Recova, d’unifier les deux parties de la place et de faire déplacer la pyramide de Mai de son emplacement primitif, en face du Cabildo, vers son emplacement actuel, à la hauteur de la cathédrale, sur l’axe imaginaire de l’ancien marché couvert.
Les travaux de démolition débutèrent le 25 mai 1883 et, menés par une légion d’ouvriers, furent terminés dès le jour suivant.